# Pauline Starke

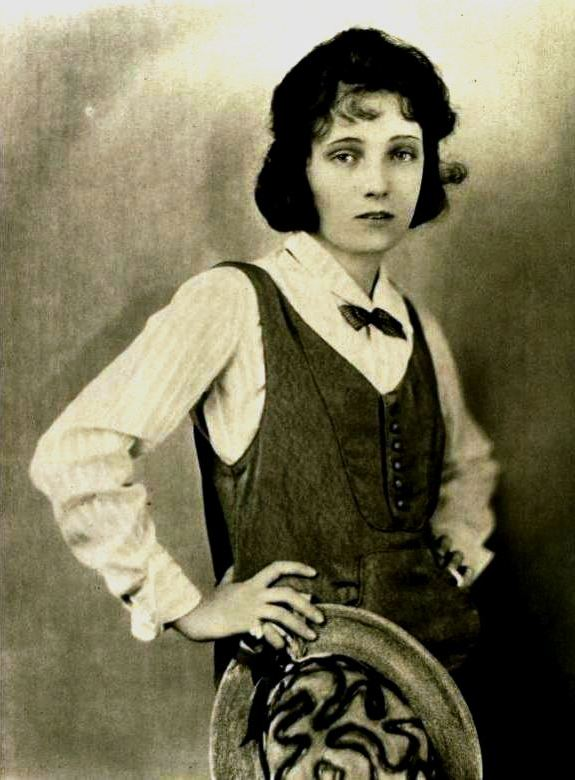
Retrat de l'actriu el 1922

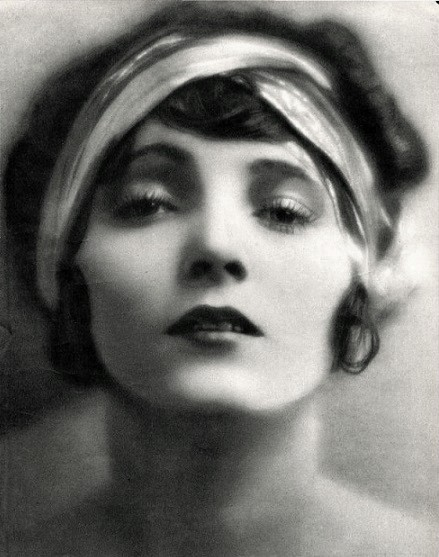

Pauline Starke (Joplin (Missouri), 10 de gener de 1901 – Santa Monica, (Califòrnia), 3 de febrer de 1977), va ser una actriu de cinema mut activa sobretot durant la dècada de 1920. Té una estrella en el Passeig de la Fama de Hollywood, en el 6125 de Hollywood Boulevard, per la seva contribució a la indústria cinematogràfica.

## Biografia
Nascuda el 10 de gener de 1901 (algunes fonts apunten que fou el 1900) a Joplin (Missouri) filla de George W. Starke i Edythe Edna Bruce. Es va traslladar a Los Angeles amb la seva mare i quan aquesta va començar a treballar com a extra en el cinema Pauline l’acompanyava. D. W. Griffith es va fixar en ella i la va contractar com a extra en algunes pel·lícules com a The Birth of a Nation (1915) i més tard va interpretar el paper de favorita en l’harem en la seqüència ambientada a Babilònia a Intolerance (1916). Amb la companyia Fine Arts, de la que Griffith era el productor, va aconseguir finalment el reconeixement i aconseguí papers en pel·lícules com The Wharf Rat (1916) o Cheerful Givers (1917). Ja amb la Triangle, tindria algun primer paper protagonista com a Until They Get Me (1917) dirigida per Frank Borzage i actuaria per a d'altres productores, com a Eyes of Youth (1919) o The Life Line (1919). La seva popularitat arribaria però el 1921 amb A Connecticut Yankee in King Arthur's Court. El 1922 va ser nominada com una de les WAMPAS Baby Star.
El 1925 la MGM la va contractar per 1.000 dòlars a la setmana que a l’any següenta augmentaria a 1.500 dòlars. La MGM canviaria el seu estil de noia innocent per una imatge d’estrella glamurosa de Hollywood. El 1927 es va casar amb el productor Jack White. Aquell mateix any actuaria en un de les seves pel·lícules de més èxit: Women Love Diamonds (1927). El seu darrer paper per a la MGM fou el de Helga a The Viking (1928). El 1929 havia de protagonitzar The Great Gabbo amb Erich von Stroheim però James Cruze, el director, la va substituir per la seva esposa Betty Compson pocs dies després de començar el rodatge. Posteriorment protagonitzaria algunes pel·lícules sonores per a la Universal i la Columbia abans de retirar-se quasi completament.
El 1931 seria ingressada en un centre sanitari a Califòrnia per una crisi nerviosa i poc després, l'11 de maig de 1931 signaria el seu divorci de Jack White aconseguint una pensió de 750 dòlars mensuals. El 1932 es va tornar a casar, amb l'actor i productor George Sherwood, i també realitzà algunes aparicions al teatre. El seu marit la va contractar per actuar en la producció de Broadway “Zombie” que fou un autèntic desastre de crítica. Amb el seu marit viatjaren per diversos països d’Europa i a l'Índia. Aparentment intentà suïcidar-se el 1948 degut a problemes de salut. Morí a Santa Monica víctima d'un ictus el 3 de febrer de 1977.

## Filmografia
- The Claws of Green (1914)
- The Birth of a Nation (1915)
- Intolerance (1916)
- Puppets (1916)
- The Rummy (1916)
- The Wharf Rat (1916)
- The Bad Boy (1917)
- Cheerful Givers (1917)
- Madame Bo-Peep (1917)
- The Regenerates (1917)
- Until They Get Me (1917)
- The Argument (1918)
- The Shoes That Danced (1918)
- Innocent's Progress (1918)
- The Man Who Woke Up (1918)
- Alias Mary Brown (1918)
- Daughter Angele (1918)
- The Atom (1918)
- Irish Eyes (1918)
- Whom the Gods Would Destroy (1919)
- The Life Line (1919)
- Eyes of Youth (1919)
- The Broken Butterfly (1919)
- Soldiers of Fortune (1919)
- The Little Shepherd of Kingdom Come (1920)
- Dangerous Days (1920)
- The Courage of Marge O'Doone (1920)
- Seeds of Vengeance (1920)
- The Untamed (1920)
- A Connecticut Yankee in King Arthur's Court (1921)
- Snowblind (1921)
- Salvation Nell (1921)
- The Forgotten Woman (1921)
- Wife Against Wife (1921)
- The Flower of the North (1921)
- My Wild Irish Rose (1922)
- If You Believe It, It's So (1922)
- The Kingdom Within (1922)
- Lost and Found on a South Sea Island (1923)
- Little Church Around the Corner (1923)
- The Little Girl Next Door, (1923)
- His Last Race (1923)
- In the Palace of the King (1923)
- Eyes of the Forest (1923)
- Arizona Express (1924)
- Missing Daughters (1924)
- Dante's Inferno (1924)
- Hearts of Oak (1924)
- Forbidden Paradise (1924)
- The Devil's Cargo (1925)
- The Man Without a Country (1925)
- Adventure (1925)
- Sun-Up (1925)
- Bright Lights (1925)
- 1925 Studio Tour (1925)
- Screen Snapshots (1926)
- Camille (1926)
- Dance Madness (1926)
- Honesty - The Best Policy (1926)
- War Paint (1926)
- Love's Blindness (1926)
- Women Love Diamonds (1927)
- Captain Salvation (1927)
- Dance Magic (1927)
- Streets of Shanghai (1927)
- The Viking (1928)
- Man, Woman and Wife (1929)
- The Mysterious Island (1929)
- A Royal Romance (1930)
- What Men Want (1930)
- Twenty Dollars a Week (1935)
- She Knew All the Answers (1941)
- Lost Angel (1944, no surt als crèdits)